# Morchella conica
Morchella conica Pers., Traité sur les Champignons Comestibles 257 (1818).

## Descrizione della specie

### Corpo fruttifero
Può raggiungere i 20 cm di altezza per un diametro di 5 cm.

### Cappello (Mitra)
Ovoidale allo stadio giovanile, poi conico o leggermente ottuso, di color grigio-fuligginoso o grigio-brunastro, con alveoli irregolari, allungati, separati tra loro da costolature allungate, rettilinee e parallele, nerastre; verso la base gli alveoli sono più piccoli e poco profondi, delimitati da costolature trasversali, meno spesse.

### Gambo
3-6 x 1,5-2,5 cm, molto corto, biancastro, cavo, con la base ingrossata e rugosa, percorso da solchi longitudinali, coperto da granulazioni forforacee.

### Carne
Da bianca a grigiastra, ceracea, elastica.
- Odore: spermatico.
- Sapore: dolce.

## Microscopia
SporeEllissoidali, lisce, color crema in massa, 20-22 x 13-14 µm, con piccole guttule agli estremi.
Aschicilindrici, muniti di un lungo peduncolo, octosporici, 300 x 22 µm.

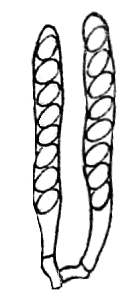
Aschi

## Commestibilità

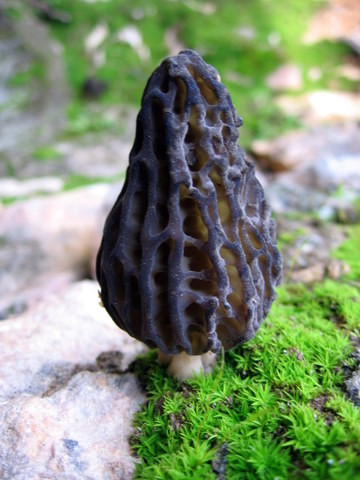
M. conica

Commestibilità ottima previa cottura, è tossica da cruda come le altre morchelle poiché contiene l'Acido elvellico una tossina termolabile.

## Habitat
Piuttosto comune, cresce in primavera, preferenzialmente sotto conifere, lungo le strade o sentieri ghiaiosi o sabbiosi, o anche su terreno bruciato.

## Etimologia
Dal latino conica = a forma di cono, per la sua forma conica molto pronunciata.

## Nomi comuni
- Spugnola, sponzola